# Yanqui Dandy
Yanqui Dandy (en inglés, Yankee Doodle Dandy) es una película musical estadounidense de 1942. En ella se relata la vida de George M. Cohan, el actor, cantante, bailarín, autor, compositor, productor, empresario teatral, director y coreógrafo conocido como "El dueño de Broadway", y está protagonizada por James Cagney, Joan Leslie, Walter Huston y Richard Whorf junto a Irene Manning, George Tobias, Rosemary DeCamp y Jeanne Cagney.
La película fue escrita por Robert Buckner y Edmund Joseph, y dirigida por Michael Curtiz. De acuerdo a la edición especial en DVD, algunas mejoras significativas y no acreditadas del guion fueron hechas por los hermanos Julius J. Epstein y Philip G. Epstein.

## Antecedentes y producción

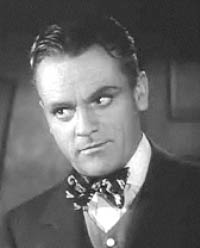
James Cagney como George M. Cohan

La canción "The Yankee Doodle Boy" (también conocida como "Yankee Doodle Dandy") fue la pieza más conocida de Cohan, una versión de una canción de la Guerra de la Independencia, "Yankee Doodle". Otras canciones de Cohan incluidas en la película son "Give My Regards to Broadway", "Harrigan", "Mary's a Grand Old Name", "You're a Grand Old Flag" y "Over There".
Cagney fue una elección apropiada para el papel, como el tipo irlandés-americano dedicado al comienzo de su carrera al canto y al baile. Su estilo de presentación único y extraño, medio cantando y medio recitando las canciones, refleja perfectamente el estilo que utilizaba Cohan. Su estilo de baile natural y su físico también ayudaron al buen acercamiento a Cohan. Los periódicos del momento informaban de que Cagney intentaba imitar conscientemente el estilo de canto y baile de Cohan, pero darle al papel su propio estilo. Aunque el director Michael Curtiz era famoso por ser un tirano, también daba sus actores cierta libertad.
Aunque varios de los datos biográficos de la película son ficción (omitiendo el hecho de que Cohan se divorció y se volvió a casar, por ejemplo, y tomando algunas libertades con la cronología de la vida de Cohan), se tuvo cuidado para que los decorados, los trajes y los pasos de baile coincidieran con los originales de las presentaciones en los escenario. Este esfuerzo contó con la ayuda significativa de un ex asociado de Cohan, Jack Boyle, que conocía bien las producciones originales. Boyle también apareció en la película en algunos de los grupos de baile.
El cartel de cine de esta película fue el primero realizado por el afamado diseñador Bill Gold.

## Argumento
En los primeros días de la 2ª Guerra Mundial, Cohan sale de su retiro para interpretar al presidente de los EE. UU. Franklin D. Roosevelt en una representación de "I'd Rather Be Right". En la primera noche, es llamado para reunirse con el presidente en la Casa Blanca, quien le entrega la Medalla de Oro del Congreso (de hecho, esto ocurrió varios años antes). Cohan, abrumado, charla con Roosevelt, con quien recuerda sus primeros días en el escenario. La película retrocede a su nacimiento el 4 de julio, mientras su padre está actuando sobre el escenario del vodevil.
Cohan y su hermana se unen a la familia tan pronto como aprenden a bailar, y pronto Los Cuatro Cohan está actuando con éxito. Pero George se vuelve demasiado arrogante al crecer y es vetado por los productores teatrales por ser problemático. Deja de actuar e intenta publicar sus canciones, sin éxito. En colaboración con otro escritor, Sam Harris, finalmente logran atraer el interés de un productor y se encuentran, por fin, en la camino hacia el éxito. También se casa con Mary, una joven cantante y bailarina.
A medida que su estrella asciende, convence a sus padres para que se unan a su compañía, traspasando finalmente parte de sus valiosas propiedades teatrales a su nombre.
Cohan se retira, pero vuelve a los escenarios en varias ocasiones, culminando con el papel del Presidente de los EE. UU. Mientras sale de la Casa Blanca, realiza un número de baile por las escaleras (que Cagney concibió antes de que la escena fuera filmada y realizó sin ensayo). En el exterior, se une a un desfile militar, donde los soldados están cantando "Over There". Sin saber que él es el compositor, le invitan a unirse a ellos, lo que hace.

## Reparto
| - James Cagney como George M. Cohan - Joan Leslie como Mary Cohan. - Eddie Foy, Jr. como Eddie Foy. - Walter Huston como Jerry Cohan. - Richard Whorf como Sam Harris. - Irene Manning como Fay Templeton. - George Tobias como Dietz. - Rosemary DeCamp como Nellie Cohan. - Jeanne Cagney como Josie Cohan. | - Frances Langford como Nora Bayes. - George Barbier como Erlanger. - S. Z. Sakall como Schwab. - Walter Catlett como Gerente de teatro. - Minor Watson como Albee. - Chester Clute como Goff. - Odette Myrtil como Madame Bartholdi. - Douglas Croft como George M. Cohan, 13 años. - Patsy Parsons como Josie Cohan, 12 años. |

Notas del reparto:
- James Cagney retomó el papel de George M. Cohan en la película The Seven Little Foys (1955), pero solo con la condición de que no recibiera ningún dinero - hizo la película como un homenaje a Eddie Foy. En Yanqui Dandy, Eddie Foy Jr. interpretó el papel de su propio padre.
- La actriz Jeanne Cagney, quien interpretó el papel de hermana de Cohan, era la hermana de James Cagney en la vida real.[2] El  hermano de Cagney, William Cagney, fue el productor asociado de la película.[3]
- Rosemary DeCamp, quien interpretó a la madre de George M. Cohan, interpretado por James Cagney, era, de hecho, 11 años más joven que Cagney.[4]
- El presidente Franklin Delano Roosevelt fue interpretado por el Capitán Jack Young, al que se ve solo de espaldas. Un imitador, Art Gilmore, fue el encargado de poner la voz de Roosevelt, aunque no aparece en los créditos.[5]
- Otros miembros del reparto no acreditados son Eddie Acuff, Murray Alper, Walter Brooke, Georgia Carroll, Glen Cavender, Spencer Charters, Wallis Clark, William B. Davidson, Ann Doran, Tom Dugan, Bill Edwards, Frank Faylen, Pat Flaherty, James Flavin, William Forrest, William Gillespie, Joe Gray, Creighton Hale, John Hamilton, Harry Hayden, Stuart Holmes, William Hopper, Eddie Kane, Fred Kelsey, Vera Lewis, Audrey Long, Hank Mann, Frank Mayo, Lon McCallister, Edward McWade, George Meeker, Dolores Moran, Charles Morton, Jack Mower, Paul Panzer, Francis Pierlot, Clinton Rosemond, Syd Saylor, Frank Sully, Dick Wessel, Leo White and Dave Willock.[6]

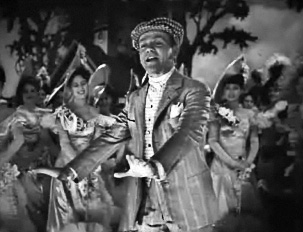
James Cagney como George M. Cohan interpretando "The Yankee Doodle Boy" de Little Johnny Jones

## Premios y honores
La película ganó los Premios de la Academia al mejor actor (James Cagney), mejor banda sonora y mejor sonido. Fue nominada también en las categoría de mejor actor de reparto (Walter Huston), mejor director, mejor montaje (George Amy), mejor película y mejor argumento. En 1993, Yanqui Dandy fue seleccionada por el Registro Nacional de Cine de los Estados Unidos para conservación en la Biblioteca del Congreso como película "cultural, histórica o estéticamente significante".
Reconocimientos del American Film Institute
- 1998: AFI's 100 años... 100 películas - #100
- 2004: AFI's 100 años... 100 canciones - #71
  - The Yankee Doodle Boy
- 2005: AFI's 100 años... 100 frases - #97
  - "Mi madre te da las gracias. Mi padre te da las gracias. Mi hermana te da las gracias. Y yo ye doy las gracias."
- 2006: AFI's 100 años de musicales - #18
- 2006: AFI's 100 Años... 100 inspiraciones - #88
- 2007: AFI's 100 años... 100 películas (edición 10.º aniversario) - #98

## Adaptaciones en otros medios
Yanqui Dandy fue adaptada para la radio el 19 de octubre de 1942, interpretada por James Cagney con Rita Hayworth y Betty Grable.

## Coloración
En 1986, Yanqui Dandy fue la primera película coloreada por ordenador lanzada por el empresario Ted Turner.